# Dedina (Serbia)
Dedina (cyr. Дедина) – wieś w Serbii, w okręgu rasińskim, w mieście Kruševac. W 2011 roku liczyła 2687 mieszkańców.